# Börfink
Börfink település Németországban, Rajna-vidék-Pfalz tartományban. Lakosainak száma 173 fő (2023. december 31.).
A helység neve állítólag egy szénégető településről származik, amelyet Balduin Hartmann alapított, akinek kunyhóját Baldwin házának hívták.

## Népesség
A település népességének változása:
| Lakosok száma | 237  | 172  | 169  | 163  | 171  | 173  |
|               | 1975 | 2017 | 2019 | 2021 | 2022 | 2023 |